# Hipermagnesemia
Hipermagnesemia é o distúrbio eletrolítico onde a concentração do magnésio no sangue está acima do valor normal, ou seja, acima de 2,5 mEq/L. Os sintomas incluem fraquesa, confusão,hipoventilação e diminuição dos reflexos. Complicações podem incluir baixa pressão sanguínea e parada cardíaca.
As principais causas de hipermagnesemia são insuficiência renal aguda ou crônica e uso de medicamentos contendo magnésio, como, por exemplo, antiácidos que contenham magnésio. Causas menos comuns incluem síndrome de lise tumoral, crises epiléticas e isquemia prolongada. O diagnóstico é baseado no nível de magnésio no sangue maior que 1,1mmol/L (2,6mg/dL). É severo quando o nível é maior do que 2,9mmol/L (7mg/dL). Pode apresentar alterações específicas no eletrocardiograma (ECG).
O tratamento envolve a interrupção do magnésio que uma pessoa está recebendo. Tratamentos quando os níveis são muito altos incluem cloreto de cálcio, soro fisiológico intravenoso com furosemida e hemodiálise. Hipermagnesemia não é comum. As taxas entre pacientes hospitalizados com insuficiência renal podem chegar a 10%.